# Olympische Sommerspiele 2020/Teilnehmer (Brunei)
| Gelbes Symbol für Goldmedaillen mit stilisierten Olympischen Ringen | Graues Symbol für Silbermedaillen mit stilisierten Olympischen Ringen | Braundes Symbol für Bronzemedaillen mit stilisierten Olympischen Ringen |
| ------------------------------------------------------------------- | --------------------------------------------------------------------- | ----------------------------------------------------------------------- |
| —                                                                   | —                                                                     | —                                                                       |

Brunei nahm an den Olympischen Spielen 2020 in Tokio mit zwei Athleten in zwei Sportarten teil. Es war die insgesamt sechste Teilnahme des Landes an Olympischen Sommerspielen.

## Teilnehmer nach Sportarten

### Leichtathletik
Laufen und Gehen 
| Athleten                    | Wettbewerb | Runde 1 | Runde 1 | Halbfinale    | Halbfinale    | Finale        | Finale        | Rang |
| Athleten                    | Wettbewerb | Zeit    | Rang    | Zeit          | Rang          | Zeit          | Rang          | Rang |
| --------------------------- | ---------- | ------- | ------- | ------------- | ------------- | ------------- | ------------- | ---- |
| Männer                      |            |         |         |               |               |               |               |      |
| Muhd Noor Firdaus Ar Rasyid | 200 m      | 21,83 s | 46      | ausgeschieden | ausgeschieden | ausgeschieden | ausgeschieden | 46   |

### Schwimmen
| Athleten           | Wettbewerb  | Vorlauf     | Vorlauf | Halbfinale    | Halbfinale    | Finale        | Finale        | Rang |
| Athleten           | Wettbewerb  | Zeit        | Rang    | Zeit          | Rang          | Zeit          | Rang          | Rang |
| ------------------ | ----------- | ----------- | ------- | ------------- | ------------- | ------------- | ------------- | ---- |
| Männer             |             |             |         |               |               |               |               |      |
| Muhammad Isa Ahmad | 100 m Brust | 1:08,65 min | 47      | ausgeschieden | ausgeschieden | ausgeschieden | ausgeschieden | 47   |